# Teatro Carlo Felice

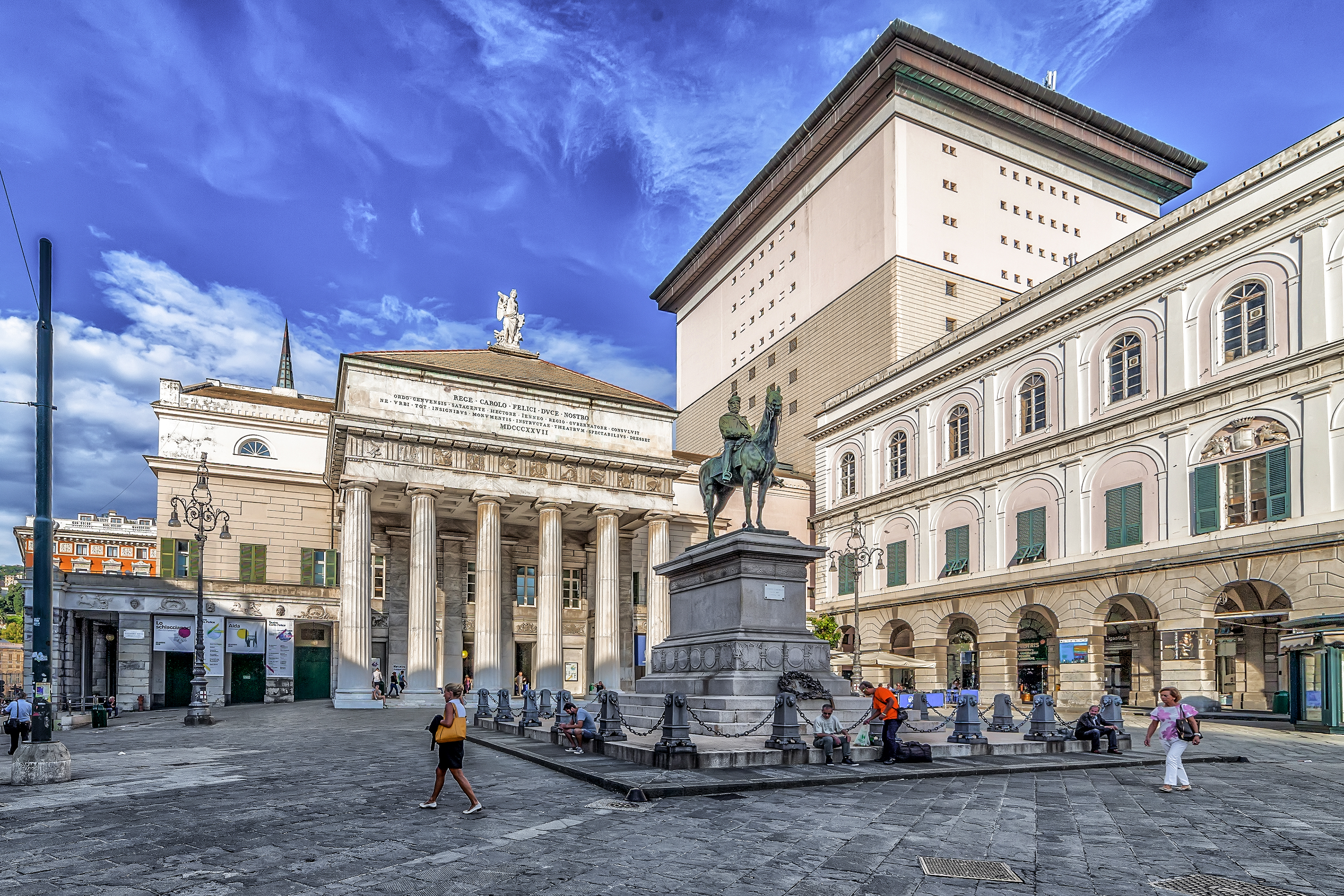
Teatro Carlo Felice.

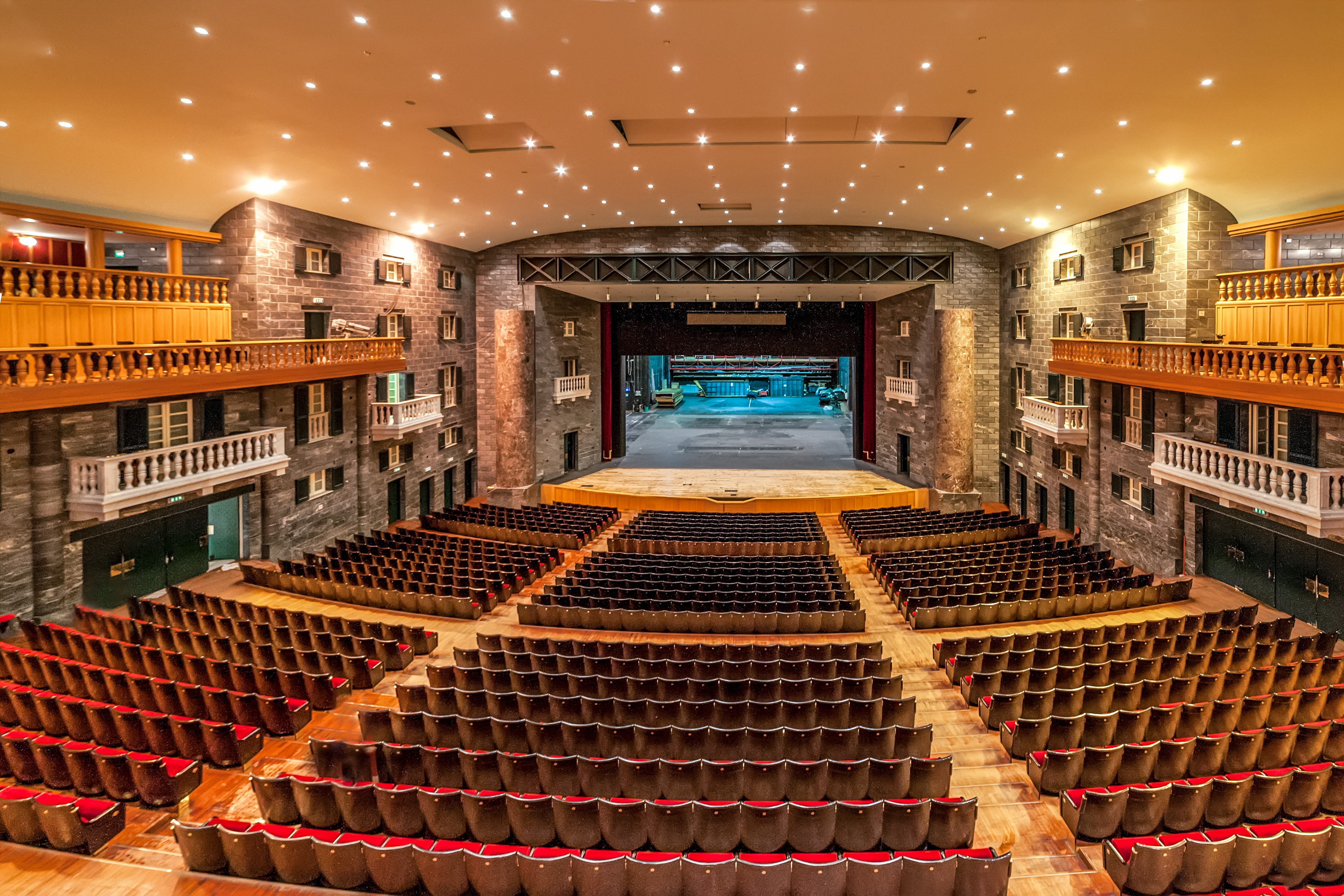
Vista do interior.

Teatro Carlo Felice é um teatro da cidade de Gênova, Itália. É a principal casa de ópera da cidade, utilizada para ópera, ballet, recitais e apresentações de orquestras. Esta localizado na Piazza De Ferrari. A casa de espetáculos foi inaugurada em 1828,